# ボーイング747に関連する作品の一覧
ボーイング747に関連する作品の一覧はボーイング社の旅客機、ボーイング747が登場する作品の一覧である。
航空機として知名度が高く、圧倒的な人気の高さで、これまで数多くの作品に登場を果たしている。
本項では747-400およびVC-25などの派生型が登場するものについても言及する。

## 映画
『エアフォース・ワン』
アメリカ大統領専用機VC-25が登場する。但し撮影機材はJAL初期導入機のうちの3号機。
『エグゼクティブ・デシジョン』
アテネ発ワシントンD.C.行きのオーシャニック航空343便としてボーイング747-200が登場。アメリカへの化学兵器攻撃を目論むイスラム教テロリストにハイジャックされ、事態を解決しようと特殊部隊が架空仕様のF-117から乗り込んで奮闘する。なお作中で登場するのは747-200だが、コクピットは747-400と同じグラスコクピット仕様となっている。
『ハッピーフライト』
製作に全日本空輸が全面協力しており、劇中でも同社の747-400が実名で登場する。
『BRAVE HEARTS 海猿』
グローバル・ウィング・エアラインズの運航するシドニー発羽田行きの747-400のエンジンが爆発し、東京湾に不時着水する事故が発生。機体沈没までのタイムリミットが迫る中、海上保安庁の特殊救難隊による救出劇が繰り広げられる。
『エアポート'75』
ボーイング747にビーチクラフト機が衝突するパニック映画。撮影に使用されたのはアメリカン航空の機体だった747-123(N9675)であった。
『エアポート'77/バミューダからの脱出』
大富豪の所有するボーイング747が、バミューダ海域に不時着して海底に沈むパニック映画。
『ダイ・ハード2』
テロリスト達の逃亡用として用意された機体としてボーイング747-100SFが登場。ブルース・ウィリス演ずる主人公が取りつき、テロリストと747の翼の上で死闘を繰り広げる。撮影にはエバーグリーン航空が所有していた747-100SF（N473EV、日本航空46E便エンジン脱落事故当該機）が使用された。
『大韓航空機撃墜事件 FLT・NO・007便・応答せよ』 （監督：デビッド・ダーロウ 1989年製作）
1983年に発生した大韓航空機撃墜事件を扱った映画。
『007 ムーンレイカー』
オープニングでスペースシャトルを乗せたボーイング747が登場するが、実機ではない。
『007 カジノ・ロワイヤル』
マイアミ国際空港のシーンで登場する新型の超大型旅客機「スカイフリートS570」は、実際はブリティッシュ・エアウェイズの機体だったボーイング747-200（G-BDXJ）を改造したものである。なお、G-BDXJ機は現在もこの形態のまま保存されている。
『乱気流/タービュランス』
ボーイング747で、フライトアテンダントが保安官や機長・副機長らを殺害した護送中の犯罪者と戦いながら、乱気流が迫る中、747を操縦する。
『エア・レイジ 777便撃墜指令 (2000年)』　エド・レイモンド監督　アイス-T主演
ボーイング747をハイジャックしたテロリスト集団と特殊部隊が対決する。
『墜落大空港』
離陸直後にジャンボ・ジェットが墜落し、ただ一人無傷だった機長の周囲で不可解な出来事が起こる。
『スネーク・フライト』
殺人現場の目撃者を抹殺するため、彼が乗ったジャンボ･ジェットに数千匹の毒蛇が放たれる。
『ランゴリアーズ』
スティーブン・キング原作のホラーSFのテレビ映画化。ジャンボ･ジェットの中で主人公が目覚めると、副操縦士と数人の乗客を残して大勢の搭乗者が姿を消していた。ジャンボ･ジェットは過去と未来の狭間の異空間にさまよいこみ、再び脱出する。
『ロンドン行502便殺人事件』（大空港'75/スカイパニック）
ジャンボジェットの機内で、殺人や火災が次々と起こる。ジョージ・マッコーワン監督、ロバート・スタック主演。

## テレビ

### ドキュメンタリー
『メーデー!:航空機事故の真実と真相』
扱われた事故の事故機にボーイング747（UA811便貨物ドア脱落・BA9便エンジン故障・JAL123便墜落・KAL007便撃墜など）がある。
『衝撃の瞬間』
扱われた回に航空事故があり、その事故機がボーイング747(テネリフェ空港ジャンボ機衝突事故・日本航空123便墜落事故・トランス・ワールド航空800便墜落事故など)がある。
『日本航空123便墜落事故』関連

『撃墜 大韓航空機事件～情報戦争の9日間～』（NHK）

### テレビドラマ
『白い滑走路』
田宮二郎が日本航空のボーイング747の機長を演ずる。同社の実機や実物のシミュレーターが登場。
『スチュワーデス物語』
堀ちえみが日本航空の客室乗務員訓練生を演ずる。同社のボーイング747実機でのロケも行われた。
『赤い疑惑』
山口百恵演ずる主人公が日本航空のボーイング747の機内で倒れるが、コクピットの撮影はDC-10のものが使用された。
『赤い衝撃』
山口百恵演ずる主人公が日本航空のDC-10の機内で倒れる場面の撮影が、同社のモックアップで行われたが、コクピットはボーイング747のものであった。
『超人ハルク』
「スカイパニック747」のエピソードでは、ほぼ全編がボーイング747の機内で展開し、主人公のデビッド・バナー博士が機内でハルクに変身してしまう。飛行中に貨物室の扉が開き、ハルクが機体からぶら下がるシーンもある。なお、前述の『エアポート'75』のボーイング747の登場シーンが流用されている。
『アテンションプリーズ』 (1970年)
紀比呂子演ずる日本航空の訓練生が国際線のスチュワーデスになり、ボーイング747に搭乗する。
『アテンションプリーズ』 (2006年)
上記のリメイク。上戸彩演ずる日本航空の訓練生が国際線のキャビンアテンダントになり、ボーイング747に搭乗する。
『大空港』
新東京国際空港空港特捜部の活躍を描いた刑事ドラマ。オープニング、エンディングを始め、劇中にしばしばボーイング747の映像が登場する。
『大空港'92』
新東京国際空港特別管理官の活躍を描いたドラマ。オープニング、エンディングの他、劇中にもボーイング747の映像が登場する。
『ぼくの姉キはパイロット!』
浅野温子演ずる日本初の女性ジャンボ機パイロットが、航空学校の落ちこぼれ学生を教える。
『超音速攻撃ヘリ エアーウルフ』
「ロス発93便消ゆ!! 海底のジャンボ救出作戦」の回では、ケイトリンの乗ったボーイング747が海底に沈んでしまう。『エアポート'77』の墜落・沈没シーンなどが流用されている。
『スチュワーデス刑事』
日本航空のボーイング747に搭乗するスチュワーデス三人組が事件に巻き込まれる、『金曜エンタテイメント』のシリーズ。
『トップスチュワーデス物語』
日本航空国内線の落ちこぼれスチュワーデスが、トップスチュワーデスを目指す。劇中やエンディングで日航のボーイング747が登場。
『スチュワーデスの恋人』
戸田菜穂が日本航空のスチュワーデス訓練生を演ずる。劇中に日航のボーイング747の実機やフライトシミュレーターが登場。
『ビッグウイング』
内田有紀が東京国際空港ターミナルビルのカウンター職員を演ずる。日本航空、全日空、日本エアシステム、日本空港ビルデングが撮影協力しており、オープニングや劇中にボーイング747が登場する。原作は矢島正雄・引野真二の漫画で、こちらにも747がしばしば登場する。
『GOOD LUCK!!』
木村拓哉がANAのボーイング747の副操縦士を演ずる。ANAの撮影協力により同社の実機が登場。

## 書籍

### ノンフィクション
『日本航空123便墜落事故』関連

デヴィッド・ビーティ著、小西進訳『機長の真実―墜落の責任はどこにあるのか』 講談社、2002年。ISBN 978-4-06211-119-5。
テネリフェ空港ジャンボ機衝突事故ほか、ボーイング747も関わった航空機墜落事故を説明している。

### 小説
トム・クランシー『日米開戦』
日本航空の機長が操縦するボーイング747が、アメリカ合衆国議会議事堂に突っ込む。アメリカ同時多発テロ事件を予見していたとして騒がれた。
トニー・ケンリック著、上田公子訳『スカイジャック』　角川書店1974年9月 ISBN 978-4042531012
乗客360人の乗ったジャンボジェットが消失するミステリー。ユーモア・タッチながら、ジャンボジェットの巨大な機体を乗客ごとどうやって消したのかという、「消失トリック」も評価されている。
夏見正隆『茜のフライトログ』　徳間書店2004年5月18日 ISBN 978-4198506353
太平洋航空ボーイング747-400の客室乗務員、伊豆丸茜の奮闘を描くユーモア航空サスペンス。

### エッセイ
『機長の「失敗学」』
2003年に当時現役のボーイング747機長だった杉江弘が著したエッセイ。

### その他の書籍
佐貫亦男著『ジャンボ・ジェットはどう飛ぶか―ボーイング747のメカニズムを楽しむ』 講談社・ブルーバックス、1980年。ISBN 978-4-06118-029-1。
ボーイング747開発史や、操縦に用いられるテクノロジー／メカニズムについて分かりやすく解説されている。
岡地司朗著 『ジャンボ・ジェットを操縦する』 講談社・ブルーバックス、1999年 ISBN 978-4-06257-276-7。
エラワン・ウイパー著 ウイチャイ・ワンナワック訳 『ジャンボ旅客機99の謎 - ベテラン整備士が明かす意外な事実』 二見書房 2004年12月 ISBN 978-4576042411

## 漫画・アニメ
新谷かおる『ALICE12』
ボーイング747の貨物機を操縦するパイロットの活躍を描く。
機長はベトナム戦争中B-52のパイロットだったということもあり、劇中で２機の軍用機を撃墜している。
特徴は機首のシャークマウスと尾翼のドクロのマーク。
新谷かおる『エリア88』
日本航空など実在航空会社のボーイング747のほか、大和航空の機体としても登場し、神崎悟が機長として操縦し津雲涼子と安田妙子も乗客として搭乗しているボーイング747に風間真が戦闘機で銃撃を加えるなど、たびたび重要な舞台装置として描かれている。
また、大和航空の社長となった神崎が、ボーイング747を旅客機から貨物機に転換し、旅客機には経済性に優れる新型機（架空のMB-14）をあてるといった作劇上のキーワードとしても登場する。
『サザエさん』
30周年記念スペシャルで日本航空のボーイング747リゾッチャが登場した。
鏡丈二原作・制野秀一画『スクランブルズ4』
スチュワーデスとしてボーイング747に搭乗する、秘密捜査官シークレット・スチュワーデス四人の活躍を描く。最終回では747の操縦も行う。
『勇者指令ダグオン』
宇宙警察機構の刑事ブレイブ星人がボーイング747を模したダグビークル「ファイヤージャンボ」を開発し、主人公でダグオンのリーダーである大堂寺炎のダグビークルとなり、巨大勇者ロボット「ファイヤーダグオン」、そして「スーパーファイヤーダグオン」へ変形し、仲間達と共に地球を守る姿を描く。
『ルパン三世 くたばれ!ノストラダムス』
序盤のエアブラジルの機材として登場。ルパンが偶然乗り合わせていた不二子と旅行中だったダグラス家の娘ジュリアにダイヤを隠してたぬいぐるみを100ドルで無理矢理買い取られた挙句ハイジャック巻き込まれる。ルパンがハイジャック犯との格闘の末にハイジャック犯は取り押さえられるもクリスの策略により起爆装置が作動しており機内からの脱出後にまもなく爆破された。その直後ジュリアはクリスに誘拐され後にダグラス家に魔の手が降りかかろうとした。
『名探偵コナン 銀翼の奇術師』
函館にある舞台女優の牧樹里の別荘に招待されたコナンたちが搭乗する「スカイジャパン航空865便」（羽田発函館行き）の運航機材として、ボーイング747-400Dが登場。羽田を離陸してしばらくして機内で殺人事件が発生し、さらに機長、副操縦士までも意識不明の重体に陥る等、悪夢が立て続けに降りかかる。
また、テレビシリーズにもアニメ第162話「空飛ぶ密室 工藤新一最初の事件」でコナン一行の沖縄旅行、または蘭の回想シーンでロサンゼルス在住の新一の両親に招待され、二人で行った1年前の旅行で搭乗した機材としても登場。

## コンピュータゲーム
『Microsoft Flight Simulator』
『Microsoft Flight Simulator X』
Microsoft Flight Simulator Xは機体の内外・コックピットなどが3Dで緻密に再現されたフライトシミュレーションで、デフォルト機体としてボーイング747-400が収録されており、その飛行挙動や航法装置の使用法などについてもシミュレートが行われている。
サードパーティー製の機体アドオンにて、他のバージョンのボーイング747を追加することも可能。
Xより古いバージョンは再現度で劣るが、2004にはデフォルト機体としてボーイング747-400が収録されており、またサードパーティー製の機体アドオンにて各種ボーイング747を追加することが可能。
『Strike Commander』
コンバットフライトシミュレーションゲーム。登場機種の一つとしてボーイング747がある。
『X-Plane10』
機体の内外・コックピットなどが3Dで緻密に再現されたフライトシミュレーションで、デフォルト機体としてボーイング747-400と-100が収録されている。
『エアタイクーンオンラインシリーズ』
航空会社の経営シミュレーションゲームシリーズ。シリーズを通して747-100/200/300/400/-8が登場（-300以外は貨物機型も含む）。
『エースコンバット X2 ジョイントアサルト』
シリーズでは史上初、前代未聞の「旅客機」を操縦するミッションがあり、そのステージでプレイヤーが操縦する。
『グランド・セフト・オートIV』
空港にボーイング747をモデルとした大型ジェット機が多数駐機、及び上空を飛行している。搭乗は不可。
『グランド・セフト・オートV』
プレイヤーが操縦できる乗り物の中にボーイング747をモデルとした「Jet」が登場する。
『パイロットになろう!』
フライトシミュレーションゲーム。登場機種の一つとしてボーイング747がある。
『パイロットストーリーシリーズ』
プレイヤーが旅客機の操縦士となり様々なステージをクリアするシリーズ。第1作『747クルーザーキャプテン』及び第5作『747リアルオペレーション』の主役機としてボーイング747-400が登場する。

## プラモデルや完成品など
旅客機としての知名度が非常に高いため、各模型メーカーから多数のプラモデルや食玩、デスクトップモデルなどが発売されており、サイズやメーカー、完成度にこだわらなければ容易に入手できる。
トミカエアポートセット3 JAL

## 楽曲
アラジン『ALADDIN VS アラジン』
「ボーイング747（ヨーロッパ編）」を収録。

## 芸・技
747スプラッシュ
ワンマン・ギャングの自らの巨体をボーイング747に見立てたボディ・プレス。